# Dexter (série télévisée)
Pour les articles homonymes, voir Dexter.
Dexter: New Blood
Dexter est une série télévisée américaine, mettant en scène un expert en médecine légale qui est en réalité un psychopathe choisissant de canaliser ses pulsions meurtrières en tuant des personnes criminelles et non des innocentes.
Cette série est créée par James Manos Jr. d'après le roman de Jeff Lindsay, Ce cher Dexter, diffusée entre le 1er octobre 2006 et le 22 septembre 2013 sur Showtime aux États-Unis et au Canada, en simultané sur The Movie Network et Movie Central. La série est composée de 8 saisons et 96 épisodes. 
En France, la série est diffusée depuis le 17 mai 2007 sur Canal+ en VM, depuis le 18 février 2010 sur TF1 ainsi que depuis le 25 janvier 2013 sur NT1 et rediffusée depuis le 1er octobre 2017 sur Polar+, en Belgique, depuis le 17 mars 2007 sur Be Séries, depuis le 22 mai 2008 sur RTL-TVI et au Québec, depuis le 10 juin 2008 sur Mystère/AddikTV.
En Suisse, les dirigeants de la TSR ont jugé cette série contraire aux valeurs d'une chaîne publique et ont donc décidé de ne pas la programmer, bien que sa consœur suisse alémanique SF Zwei ait fait l'impasse sur une quelconque censure.
Une mini-série dérivée de dix épisodes, intitulée Dexter: New Blood, sert de suite à la série. Elle est diffusée depuis le 7 novembre 2021. Une série préquelle, Dexter : Les Origines, sera diffusée courant 2025. Une autre série, Dexter: Resurrection, sera diffusée à l'été 2025 et fera suite à New Blood.

## Synopsis
Victime d'un traumatisme dans son enfance, Dexter Morgan a été adopté par un officier de la police de Miami, Harry Morgan.
Devenu adulte, Dexter est présenté comme un tueur en série. Pour masquer cette activité de tueur, Dexter travaille pour la police de Miami, au département de la brigade criminelle : il y est expert en médecine légale spécialisé dans l'analyse de traces de sang.
Dexter se dit incapable de ressentir la moindre émotion, sinon lorsqu'il satisfait des pulsions meurtrières. Harry, son père adoptif, lui a appris à canaliser ces pulsions et, de fait, Dexter ne tue que les criminels qui ont échappé au système judiciaire.
Bien que sa soif de tuer lui pèse, Dexter parvient à mener une existence relativement normale et à sauver les apparences auprès de sa sœur Debra Morgan, ses collègues, ses amis et sa petite amie Rita Bennett.

## Distribution

### Acteurs principaux
Note : Le tableau suivant répertorie uniquement les acteurs principaux, classés en fonction du nombre d'épisodes dans lesquels ils ont joué
Légende :
En vert = Acteurs ayant le statut de principaux
En rouge = Acteurs ayant eu le statut de récurrents avant d'obtenir le statut de principal.
En bleu = Acteurs ayant eu ou possédant ensuite le statut d'invité.
| Michael C. Hall                                              | Patrick Mancini    | Dexter « Dex » Morgan     | Principal  | Principal  | Principal  | Principal  | Principal  | Principal  | Principal  | Principal  | Principal  | Principal |           |           |           |           |           |           |           |
| Jennifer Carpenter                                           | Stéphanie Hédin    | Debra « Deb » Morgan      | Principale | Principale | Principale | Principale | Principale | Principale | Principale | Principale | Principale |           |           |           |           |           |           |           |           |
| David Zayas                                                  | Enrique Carballido | Angelo « Angel » Batista  | Principal  | Principal  | Principal  | Principal  | Principal  | Principal  | Principal  | Principal  | Invité     | Principal | Principal | Principal | Principal | Principal | Principal | Principal | Principal |
| James Remar                                                  | Patrice Baudrier   | Harrison « Harry » Morgan | Principal  | Principal  | Principal  | Principal  | Principal  | Principal  | Principal  | Principal  |            | Principal | Principal | Principal | Principal | Principal | Principal | Principal | Principal |
| Lauren Vélez                                                 | Marie Vincent      | Maria LaGuerta            | Principale | Principale | Principale | Principale | Principale | Principale | Principale |            |            |           |           |           |           |           |           |           |           |
| Julie Benz                                                   | Anneliese Fromont  | Rita Bennett              | Principale | Principale | Principale | Principale | Invitée    |            |            |            |            |           |           |           |           |           |           |           |           |
| Erik King                                                    | Patrick Bonnel     | James Doakes              | Principal  | Principal  |            |            |            |            | Invité     |            |            | Invité    |           |           |           |           |           |           |           |
| C. S. Lee                                                    | Pierre Val         | Vincent « Vince » Masuka  | Récurrent  | Principal  | Principal  | Principal  | Principal  | Principal  | Principal  | Principal  |            | Invité    |           |           |           |           |           |           |           |
| Geoff Pierson                                                | Jean Barney        | Thomas « Tom » Matthews   | Récurrent  | Récurrent  |            | Récurrent  | Invité     | Récurrent  | Récurrent  | Principal  |            |           |           |           |           |           |           |           |           |
| Desmond Harrington                                           | Stéphane Fourreau  | Joseph « Joey » Quinn     |            |            | Récurrent  | Principal  | Principal  | Principal  | Principal  | Principal  |            | Invité    |           |           |           |           |           |           |           |
| Luke et Evan Kruntchev, Jadon Wells (s8) // Jack Alcott (s9) | Arthur Raynal      | Harrison Morgan           |            |            |            | Récurrent  | Récurrent  | Récurrent  | Récurrent  | Récurrent  | Principal  | Principal |           |           |           |           |           |           |           |
| Aimee Garcia                                                 | Cécile D'Orlando   | Jamie Batista             |            |            |            |            |            | Récurrente | Récurrente | Principale |            |           |           |           |           |           |           |           |           |
| Yvonne Strahovski                                            | Laura Blanc        | Hannah McKay              |            |            |            |            |            |            | Principale | Principale |            |           |           |           |           |           |           |           |           |
| Julia Jones                                                  | Pascale Mompez     | Angela Bishop             |            |            |            |            |            |            |            |            | Principale |           |           |           |           |           |           |           |           |
| Johnny Sequoyah                                              | Valérie Bescht     | Audrey Bishop             |            |            |            |            |            |            |            |            | Principale |           |           |           |           |           |           |           |           |
| Alano Miller                                                 | Eilias Changuel    | Sergent Logan             |            |            |            |            |            |            |            |            | Principal  |           |           |           |           |           |           |           |           |

Photos des acteurs principaux
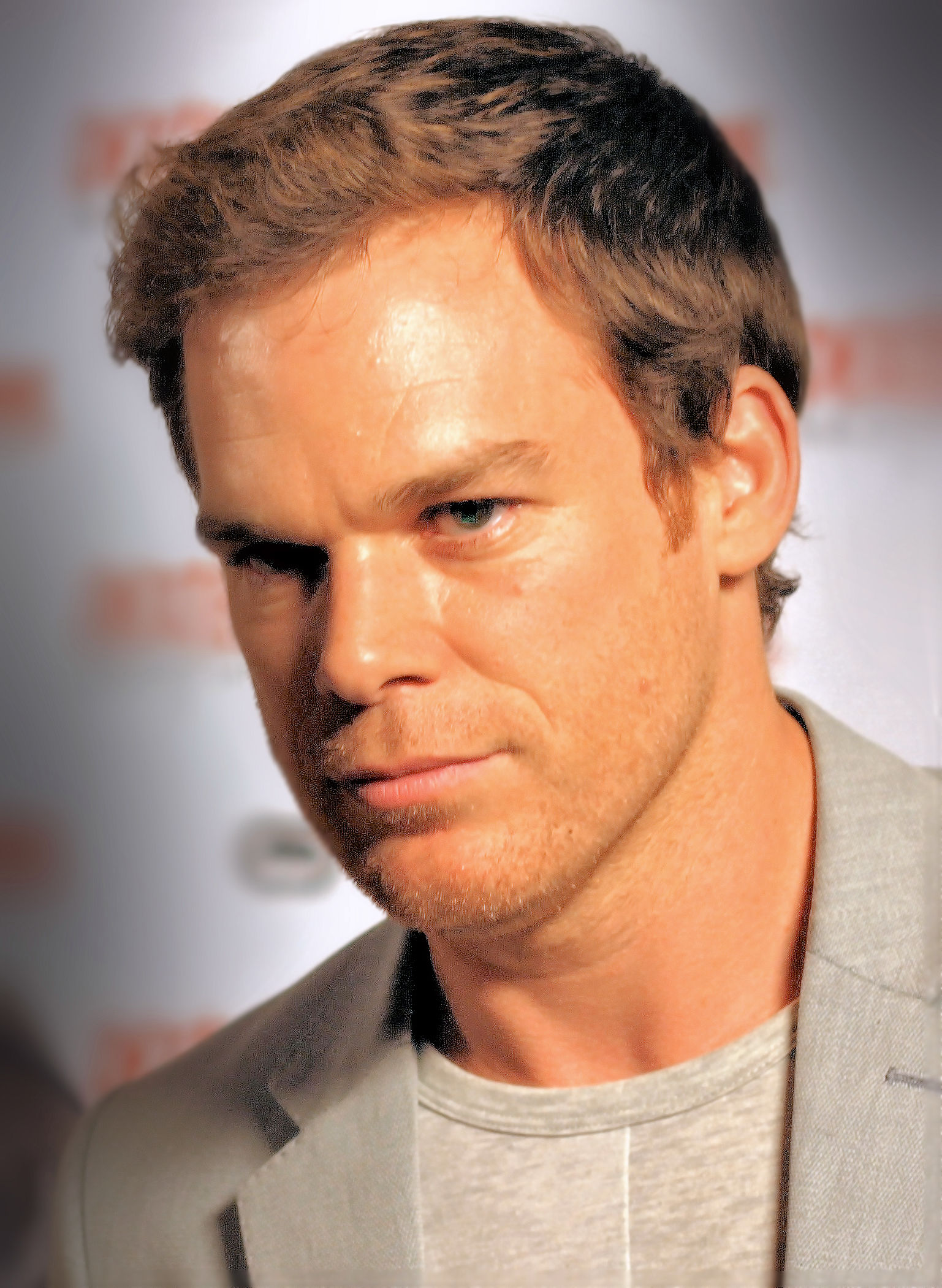
Michael C. Hall interprète Dexter Morgan
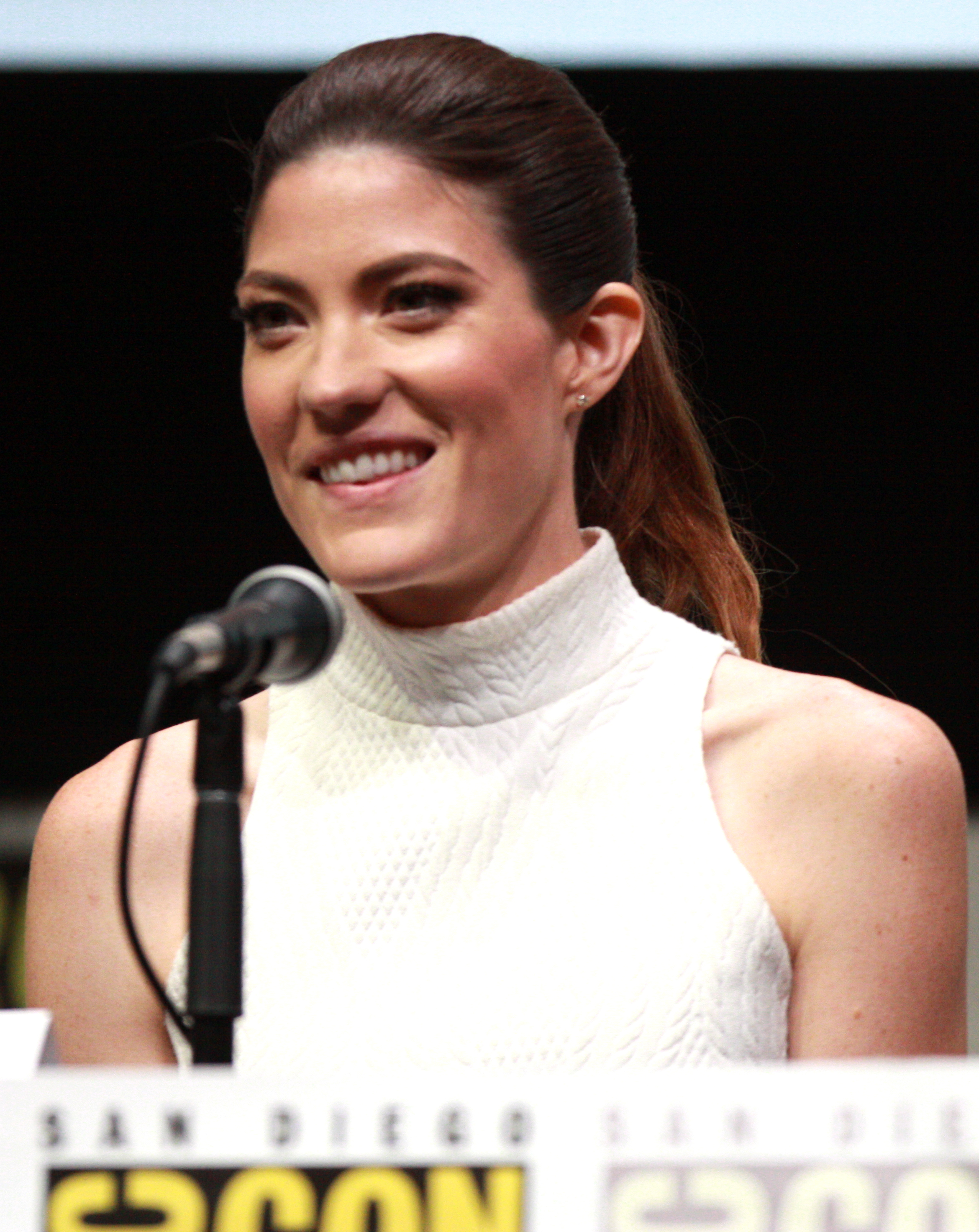
Jennifer Carpenter interprète Debra Morgan
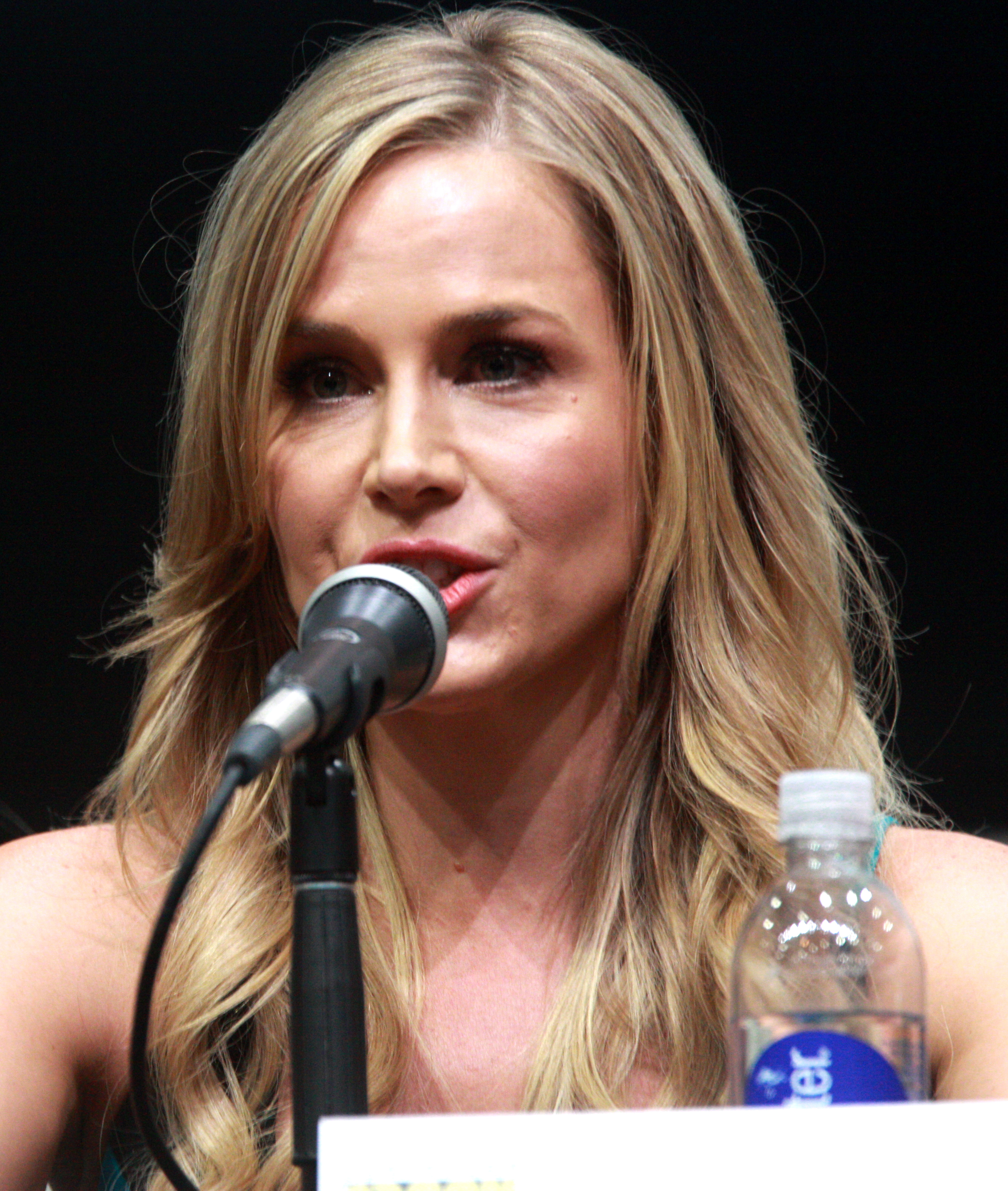
Julie Benz interprète Rita Bennett
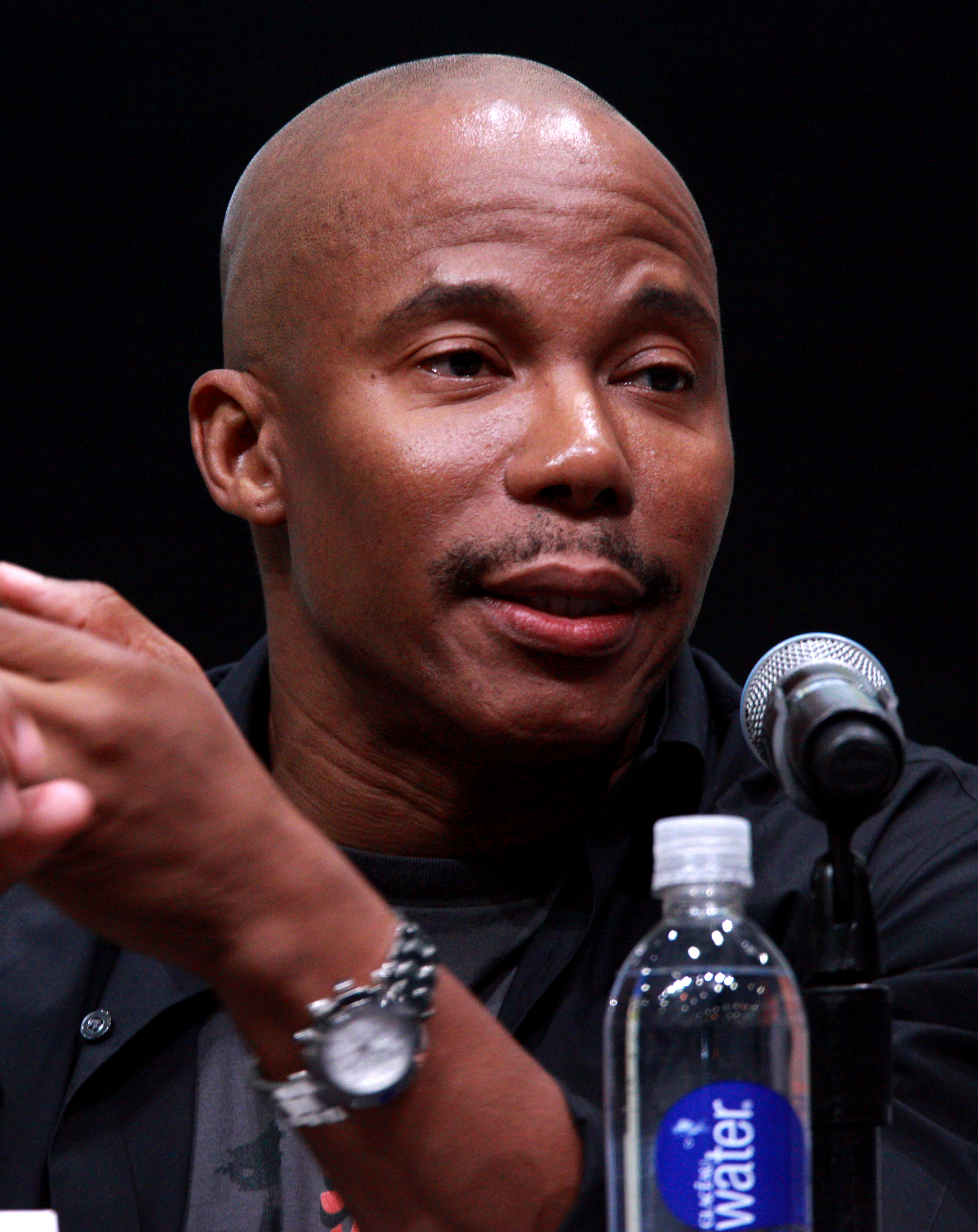
Erik King interprète James Doakes
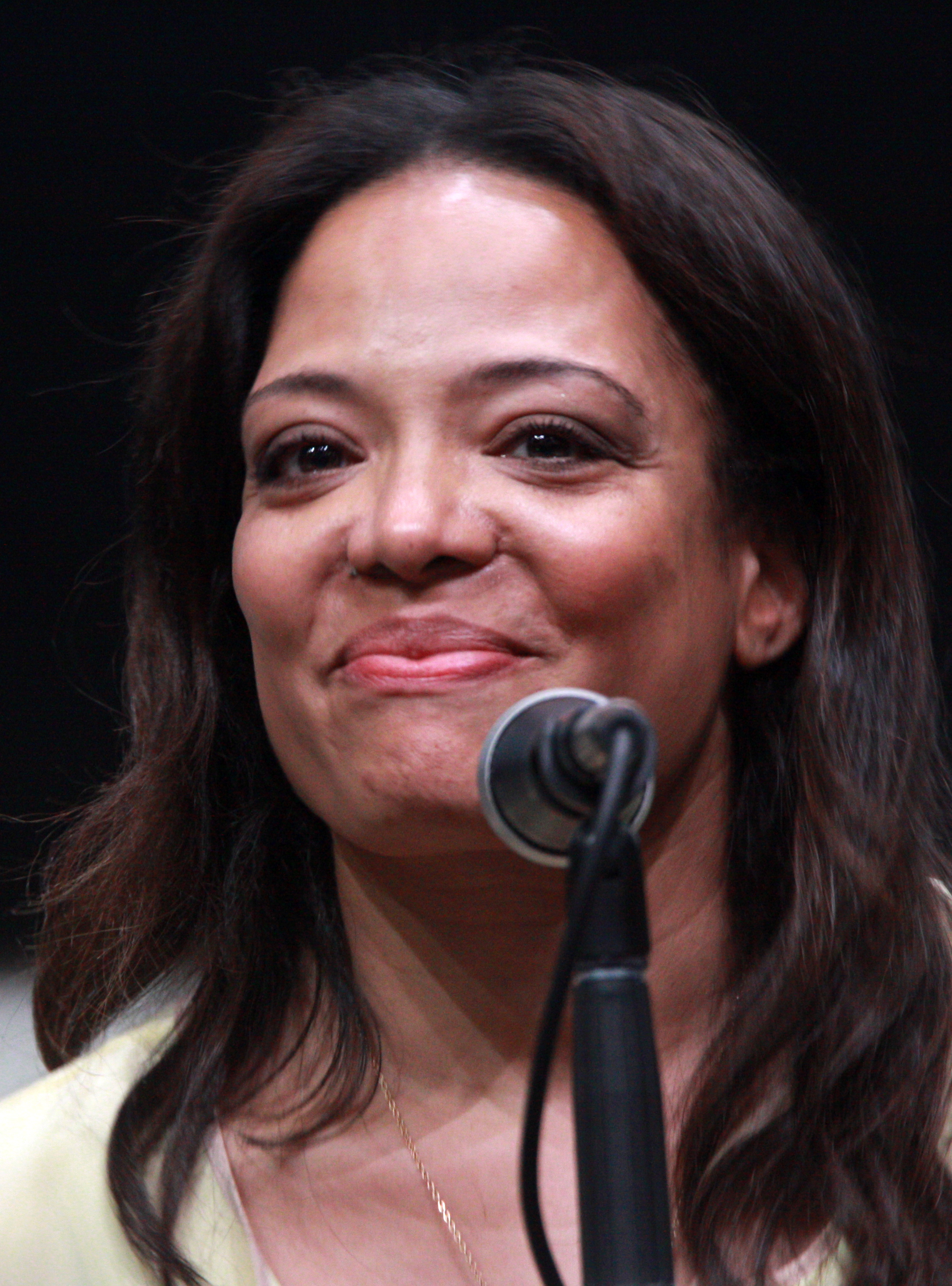
Lauren Vélez interprète Maria LaGuerta
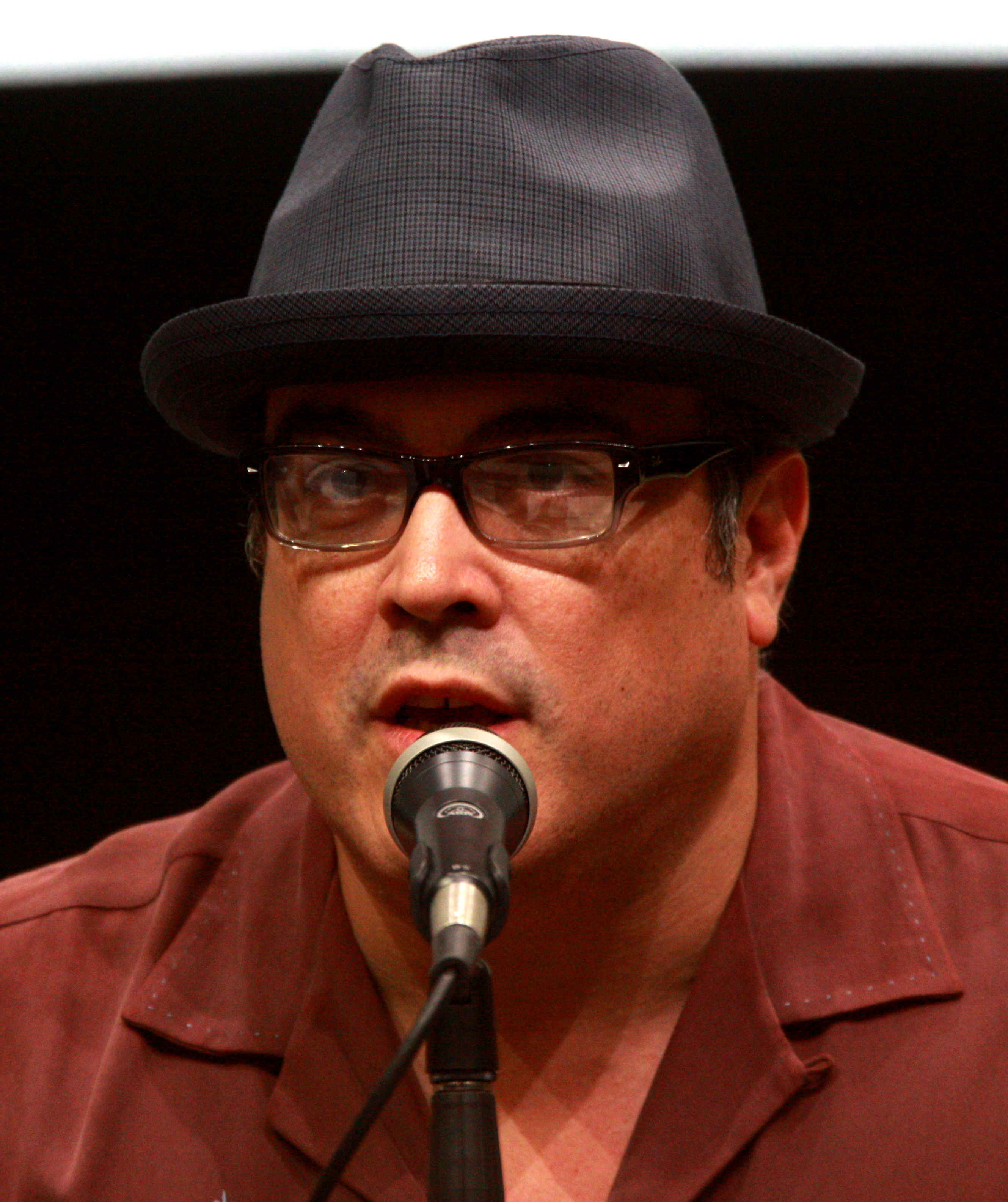
David Zayas interprète Angel Batista
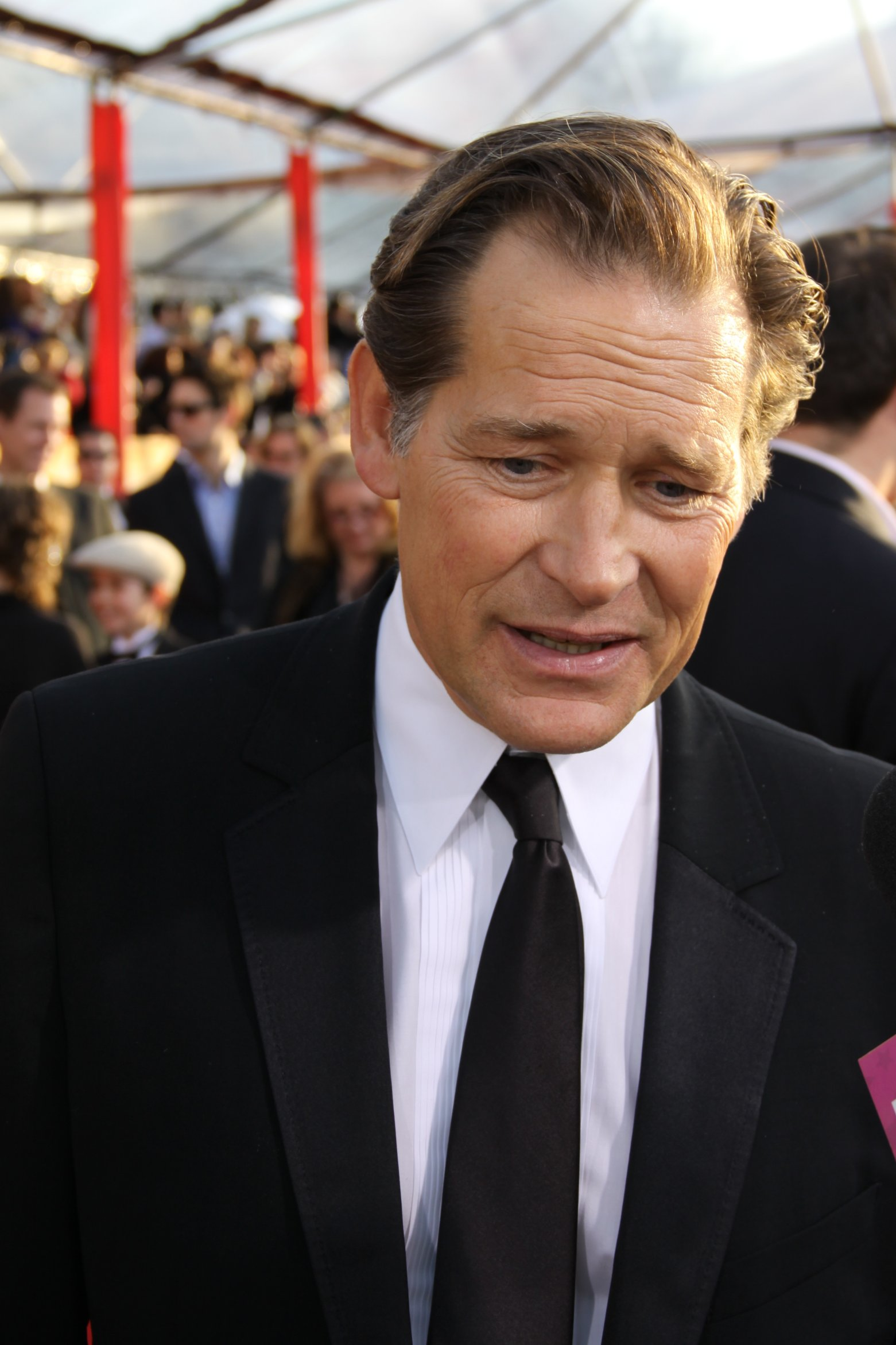
James Remar interprète Harry Morgan
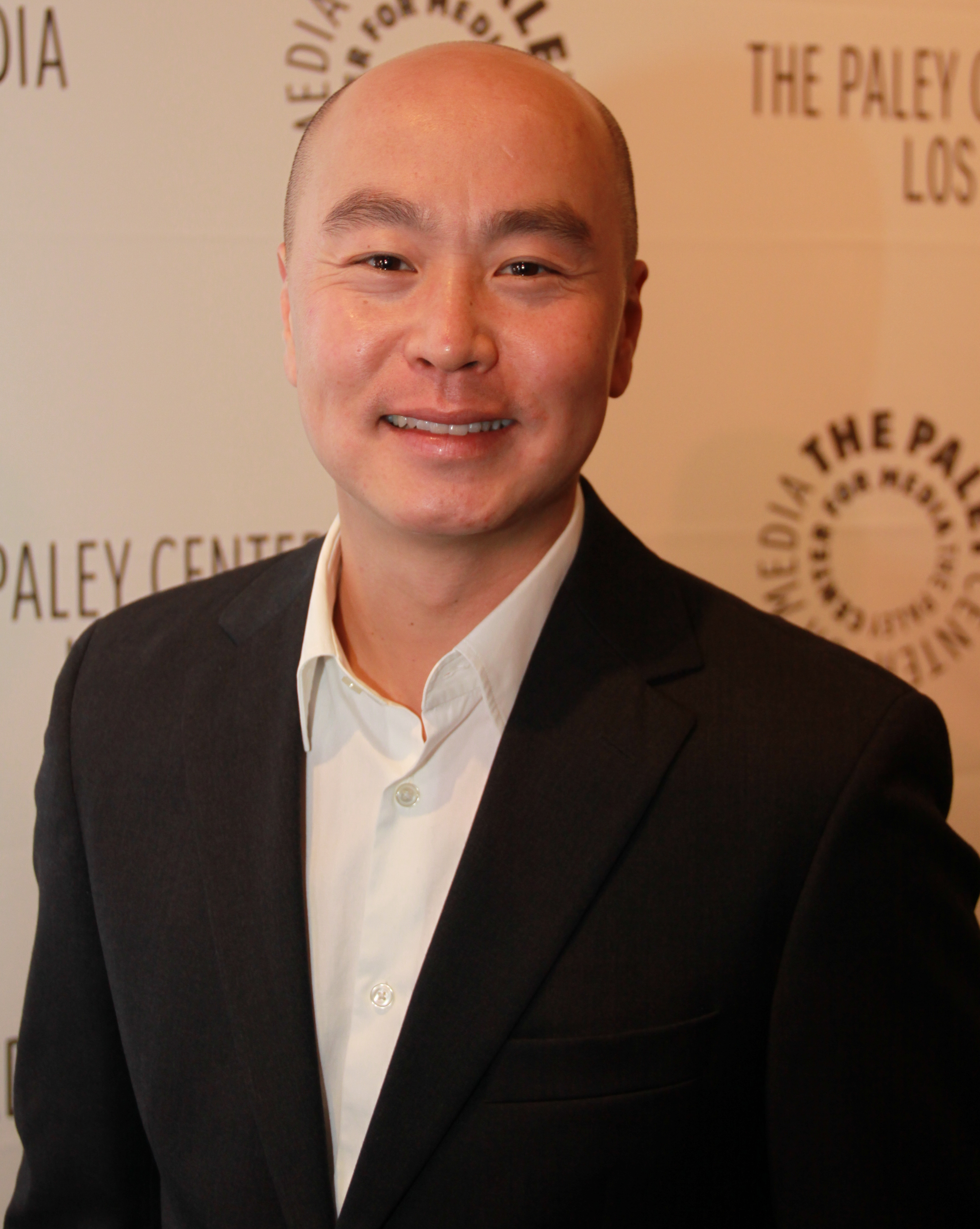
C.S. Lee interprète Vince Masuka
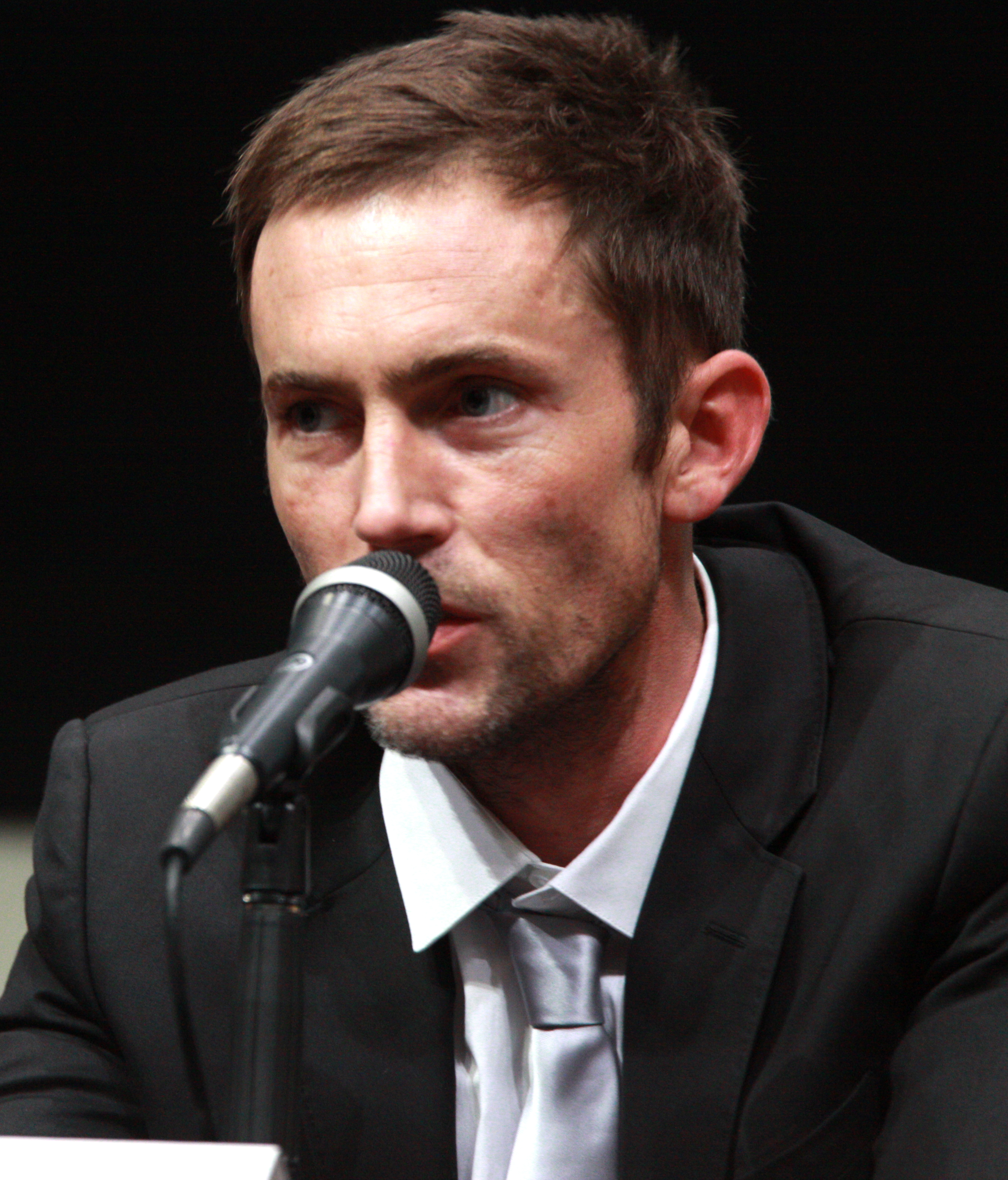
Desmond Harrington interprète Joey Quinn
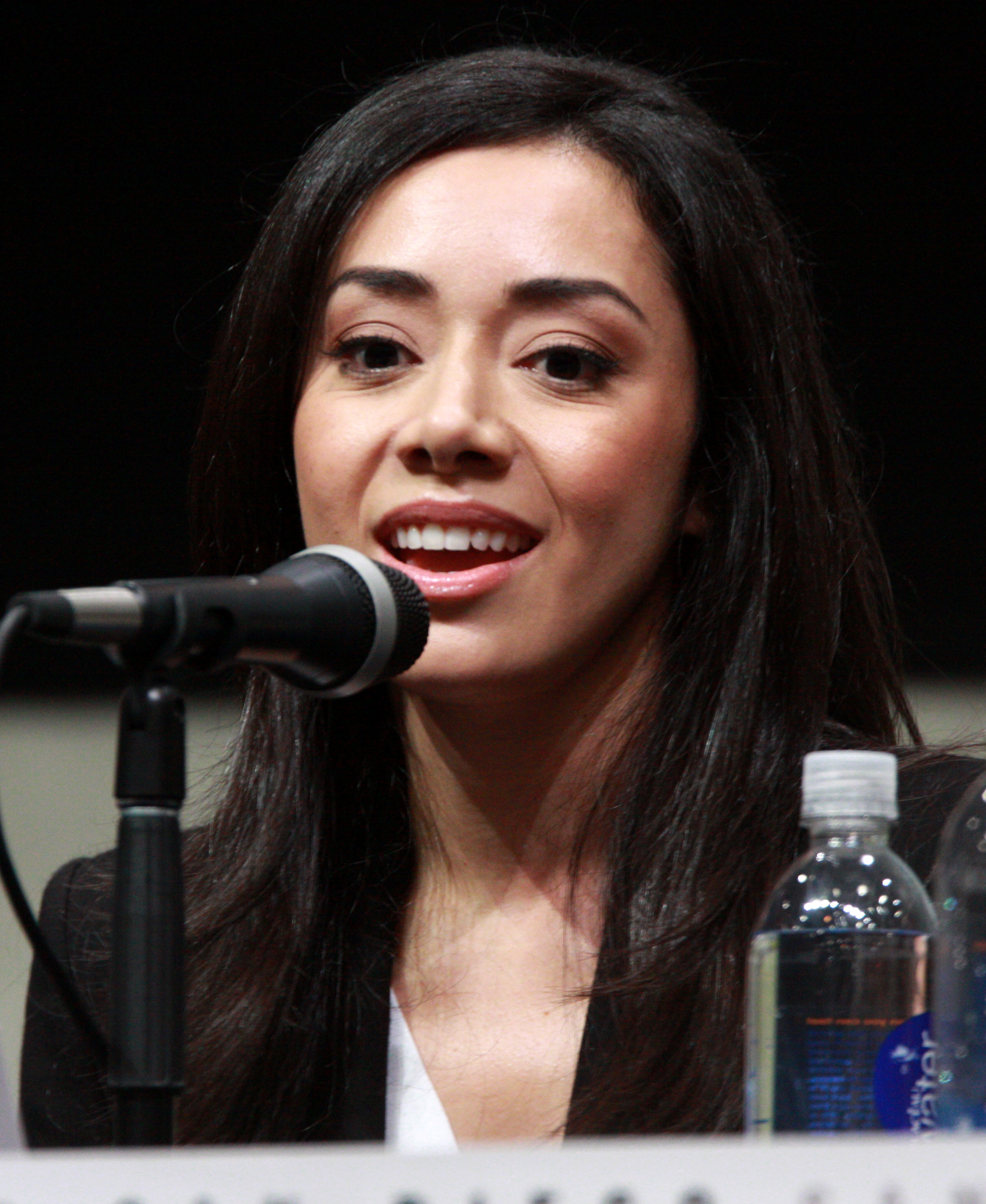
Aimee Garcia interprète Jamie Batista
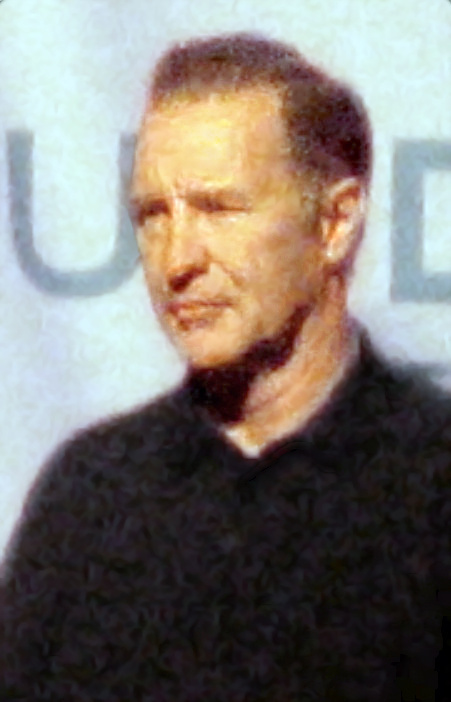
Geoff Pierson interprète Tom Matthews
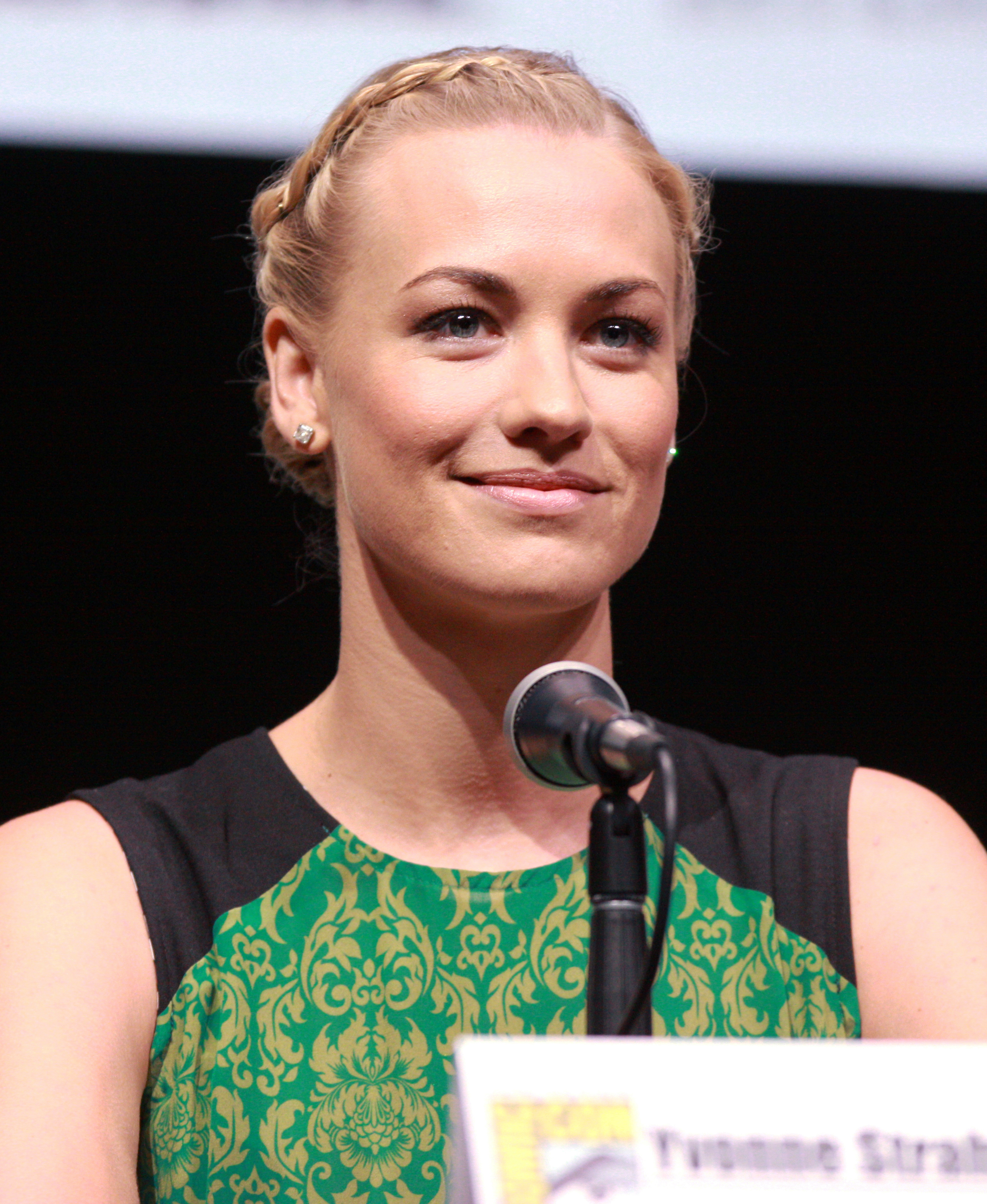
Yvonne Strahovski interprète Hannah McKay
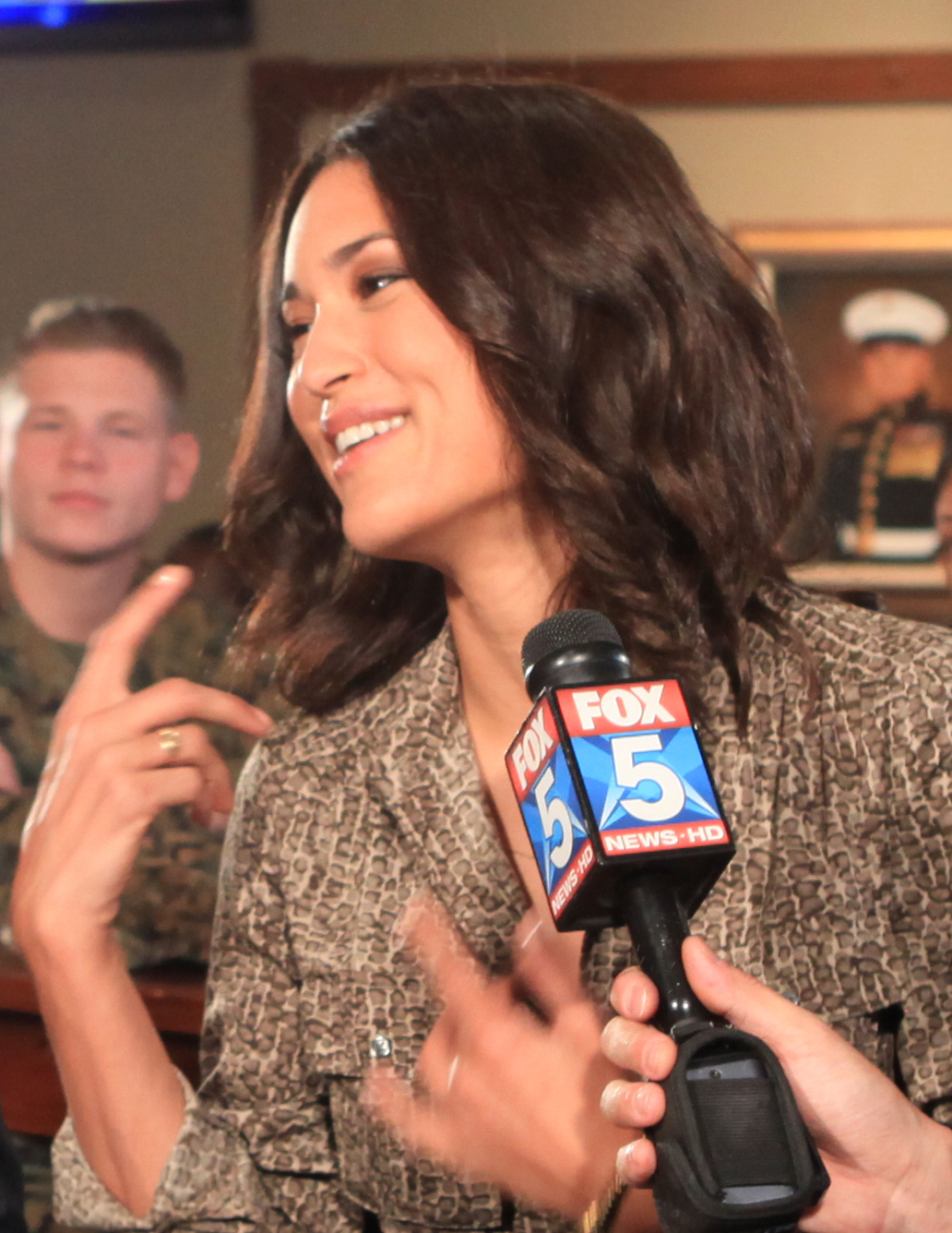
Julia Jones interprète Angela Bishop

### Acteurs récurrents
| Introduits dans la saison 1 - Christina Robinson (VF : Alice de Vitis) : Astor Bennett (saisons 1 à 5 et 1 ép. saison 7) - Daniel Goldman (en) (VF : Volodia Girard) (saison 1) puis Preston Bailey (VF : Volodia Girard) (saisons 2 à 5 et 1 ép. saison 7) : Cody Bennett - Dominic Janes (en) (VF : Virgil Leclaire) : Dexter enfant (saisons 1 à 4) - Devon Graye (VF : Mathieu Laurent) : Dexter adolescent (saisons 1 à 3) - Sage Kirkpatrick (VF : Ludmila Ruoso) : Laura Moser (saisons 1, 2 et 4) - Christian Camargo (VF : Anatole de Bodinat) : Rudy Cooper / Brian Moser (saisons 1, 2 et 2 ép. saison 6) - Margo Martindale (VF : Diane Pierens) : Camilla Figg (saisons 1 à 3) - Mark Pellegrino (VF : Nicolas Lormeau) : Paul Bennett (saisons 1 et 2) - Francisco Viana : l'inspecteur Jake Simms (saisons 1, 2 et 7) - Rudolf Martin (VF : Boris Rehlinger) : Carlos Guerrero (saison 1) - Angela Alvarado Rosa (VF : Françoise Vallon) : Nina Batista - Judith Scott (VF : Mylène Wagram) : lieutenant Esmee Pascal (saison 1 et 2) - Sam Witwer (VF : Julien Sibre) : Neil Perry - Brad William Henke (VF : Jean-Luc Atlan) : Tony Nucci Introduits dans la saison 2 - Keith Carradine (VF : Christian Cloarec) : l'agent spécial Frank Lundy (saisons 2 et 4) - Kiko Ellsworth (VF : Laurent Desponds) : Bertrand - Jaime Murray (VF : Marion Valantine) : Lila Tournay - Dave Baez (VF : Jean-François Cros) : Gabriel - JoBeth Williams (VF : Sylvie Genty) : Gail Brandon - Tony Amendola (VF : Richard Chevallier) : Santos Jimenez - Tasia Sherel (VF : Claudie Guillot) : Francis (saisons 2 à 5) Introduits dans la saison 3 - Kristin Dattilo (VF : Carole Franck) : l'inspecteur Barbara Gianna - David Ramsey (VF : Daniel Lobé) : Anton Briggs (saisons 3 et 4) - Anne Ramsay (VF : Laurence Charpentier) : Ellen Wolf - Jimmy Smits (VF : Lionel Tua) : Miguel Prado - Jason Manuel Olazabal (VF : Laurent Hugny) : Ramon Prado - Valerie Cruz (VF : Emmanuèle Bondeville) : Sylvia Prado - Jesse Borrego (VF : Gérard Cherqui) : George King / Jorge Orozco - Marc John Jefferies (VF : Juan Llorca) : Wendell Owens - Liza Lapira (VF : Marie Donnio) : Yuki Amado - Celestino Cornielle : Felipe Introduits dans la saison 4 - John Lithgow (VF : Jean-Jacques Moreau) : Arthur Mitchell / Trinité - Courtney Ford (VF : Sara Viot) : Christine Hill - Julia Campbell (VF : Christiane Ludot) : Sally Simmons - Rick Peters (VF : Ludovic Baugin) : Elliot (saisons 3, 4 et 5) - Brando Eaton (VF : Jérémy Martin) : Jonah Mitchell (saisons 4, 5 et 6) - Vanessa Marano (VF : Nastassja Girard) : Rebecca Mitchell | Introduits dans la saison 5 - Julia Stiles (VF : Élisabeth Ventura) : Lumen Ann Pierce - Jonny Lee Miller (VF : Xavier Fagnon) : Jordan Chase - Maria Doyle Kennedy (VF : Danièle Douet) : Sonya, l'ancienne baby-sitter de Harrison - Peter Weller (VF : Hervé Furic) : Stan Liddy - Chris Vance (VF : Marc Fayet) : Cole Harmon - April Lee Hernández (VF : Daniela Labbé Cabrera) : officier Cira Manzon - Kathleen Noone (VF : Colette Venhard) : Maura Bennett - Steve Eastin (VF : Daniel Briquet) : Bill Bennett - Adam J. Harrington (en) (VF : François Delaive) : l'agent Walker - Raphael Sbarge (VF : Jean-Marc Charrier) : Jim McCourt - Angela Bettis (VF : Barbara Kelsch) : Emily Birch Introduits dans la saison 6 - Colin Hanks (VF : Jérôme Ragon) : Travis Marshall - Edward James Olmos (VF : Christian Pélissier) : professeur Gellar - Billy Brown (VF : Laurent Desponds) : lieutenant Mike Anderson (saisons 6 et 7) - Josh Cooke (VF : Gilduin Tissier) : Louis Greene (saisons 6 et 7) - Rya Kihlstedt (VF : Isabelle Gardien) : Dr Michelle Ross - Mos Def (VF : Christophe Aquilon) : Frère Sam - Brea Grant (VF : Ingrid Donnadieu) : Ryan Chambers - Molly Parker (VF : Marie Giraudon) : Lisa Marshall - Mariana Klaveno (VF : Ludivine Maffren) : Carissa Porter - Jordana Spiro : Beth Dorsey Introduits dans la saison 7 - Ray Stevenson (VF : Christian Gonon) : Isaac Sirko - Jason Gedrick (VF : Bruno Choël) : George Novikov - Andrew Kirsanov (VF : François Raison) : Jurg Yeliashkevych - Dana L. Wilson (VF : Béatrice Cheramy) : inspecteur Angie Miller (saisons 7 et 8) - Katia Winter (VF : Aliona Kourepov) : Nadia - Santiago Cabrera (VF : Félicien Juttner) : Sal Price - Nicole LaLiberte (VF : Clotilde Morgiève) : Arlene Schram - Matt Gerald (VF : Jean-Michel Fête) : Ray Speltzer - Jim Beaver : Clint McKay Introduits dans la saison 8 - Charlotte Rampling (VF : elle-même) : Dr Evelyn Vogel - Sean Patrick Flanery (VF : Arnaud Bedouët) : Jacob Elway - Jadon Wells (VF : Adrien Bouyssié) : Harrison Morgan - Dora Madison Burge (VF : Camille Gondard) : Niki Walters - Bethany Joy Lenz (VF : Pamela Ravassard) : Cassie Jollenston - Darri Ingolfsson (VF : Emmanuel Lemire) : Oliver Saxon - Kenny Johnson (VF : Olivier Bouana) : U.S. Marshall Cooper - Sam Underwood (VF : Loïc Lainé) : Zach Hamilton |

- Version française
  - Société de doublage : Alter Ego[7],[8] (saisons 1 à 6), Nice Fellow[8] (saisons 7 et 8)
  - Direction artistique : Isabelle Brannens[7]
  - Adaptation des dialogues : Marina Raclot, Nadine Coll et Marc Girard-Ygor[7]
  - Enregistrement et mixage : Philippe Cochet[7]
  - Montage : Maxim Hoxha[7]
  - Sous-titres : Charlotte Laumond et Géraldine le Pelletier

 Source et légende : version française (VF) sur RS Doublage et Doublage Séries Database

### Fiche technique
- Titre original et français : Dexter
- Création : James Manos Jr., d'après le roman de Jeff Lindsay, Ce cher Dexter
- Décors : Linda Spheeris , David A. Koneff, Debra Combs, Bryan Thetford
- Costumes : Abram Waterhouse, James Lapidus, Kathleen Felix-Hager, Jill M. Ohanneson
- Musique : Rolfe Kent
- Compositeur : Daniel Licht
- Casting : Shawn Dawson
- Société de distribution : Showtime
- Pays d'origine :  États-Unis
- Langue originale : anglais
- Format : couleur - 1,78:1 - son Dolby Digital
- Genre : dramatique, thriller, psychologique, suspense, Horreur psychologique, humour noir, policier
- Durée : 52 minutes
- Classification
  - France : Interdit aux moins de 12 ans

## Production

### Développement

#### Adaptation du roman
La série reprend les lieux, les personnages et le début du roman Ce cher Dexter, cependant les auteurs de la série ont préféré se détacher de la fin de celui-ci et ne pas suivre le deuxième roman, Le Passager noir. La série et le livre forment donc deux histoires sensiblement différentes dès la deuxième saison.

#### Renouvellement
Le 18 novembre 2011, Showtime a annoncé le renouvellement de la série pour deux saisons supplémentaires soit une septième et huitième saison constituées de douze épisodes chacune. Sara Colleton, productrice exécutive de la série, annonce le 26 juin 2012 que ces deux saisons seront les dernières de la série, permettant aux producteurs et scénaristes de proposer une fin sur deux saisons.
Le 1er mars 2017, soit quatre ans après l'arrêt de la série, le showrunner des deux dernières saisons Scott Buck a évoqué sa volonté de produire une nouvelle saison de Dexter. Cependant, ce dernier, très occupé par la production des séries Iron Fist et Les Inhumains, n'a pas évoqué de date et ne fait que songer fortement à faire revenir Dexter sur le devant de la scène pour une ultime saison tout en gardant le casting original : « Clairement, j’adorerais reprendre l’histoire de Dexter, quelques années plus tard ! Mais je n’ai rien en tête spécialement pour l’instant. Si un jour ça devait arriver, je me pencherais sur la question ».
Le 14 octobre 2020, la chaîne Showtime annonce officiellement la production d'une neuvième saison de dix épisodes avec le retour de Clyde Phillips comme showrunner. Une neuvième saison de dix épisodes, intitulée Dexter : New Blood, est diffusée depuis le 7 novembre 2021.
En juillet 2024, Dexter : Resurrection, la suite de Dexter : New Blood est annoncée. La diffusion est prévue pour l’été 2025.

### Casting
En avril 2012, l'acteur Ray Stevenson a obtenu un rôle récurrent lors de la septième saison.
En mai 2012, l'acteur Jason Gedrick rejoint la septième saison pour un rôle récurrent.
En juin 2012, les acteurs Katia Winter, Matt Gerald et Yvonne Strahovski ont tous obtenu un rôle récurrent dans la septième saison.
En juillet 2012, l'acteur Santiago Cabrera rejoint la septième saison pour un rôle récurrent.
En janvier 2013, les acteurs Charlotte Rampling et Sean Patrick Flanery ont obtenu un rôle récurrent, Nick Gomez et Rhys Coiro, un rôle le temps d'un ou deux épisodes lors de la huitième saison.
En février 2013, l'actrice Aimee Garcia est promue au statut de régulière lors de la huitième saison.
En mars 2013, l'actrice Bethany Joy Lenz obtient un rôle récurrent dans la huitième saison.
En avril 2013, Yvonne Strahovski est annoncée et confirmée officiellement pour reprendre son rôle de Hannah McKay lors de la huitième saison.
En mai 2013, Kenny Johnson obtient un rôle récurrent dans la huitième saison. 
En janvier 2021, la production engage Clancy Brown, Julia Jones, Alano Miller, Johnny Sequoyah et Jack Alcott, Michael Cyril Creighton (en), Jamie Chung et Oscar Wahlberg.
En mars, Katy Sullivan (en) décroche un rôle récurrent. En juin, la production invite John Lithgow, puis Jennifer Carpenter le mois suivant.

### Lieux de l'action et de tournage
L'action se déroule principalement en Floride, la plupart du temps à Miami et dans ses environs. Plusieurs personnages sont membres du Miami Metro Police Department (MMPD), département de police fictif. Bien que certaines scènes soient vraiment tournées en Floride (la vue extérieure de l'appartement de Dexter par exemple), un nombre non négligeable de scènes sont tournées au sud de la Californie (à cause des coûts élevés de tournage hors de la zone des studios à Miami), mais sans cohérence visuelle.
Le tournage de la huitième saison a débuté en janvier 2013 à Los Angeles, la diffusion de cette dernière étant avancée au 30 juin 2013 au lieu de fin septembre comme initialement prévu.

### Grève des scénaristes
La grève des scénaristes américains commencée en novembre 2007 a pour conséquence l'arrêt de la production de nombreuses séries, ce qui entraîne une pénurie d'épisodes inédits. Pour pallier en partie cela, le réseau CBS (Showtime appartient au conglomérat CBS Corporation) décide de diffuser la première saison de Dexter à partir du 17 février 2008. Les épisodes sont censurés de certaines scènes qui ne correspondraient pas à une diffusion grand public.

### Maladie de Michael C. Hall
En janvier 2010, Michael C. Hall, interprète du rôle-titre, annonce qu'il est atteint d'un lymphome de Hodgkin, ce qui perturbe la production de la cinquième saison, dont le tournage devait commencer peu après. À la suite de son traitement, l'acteur perd ses cheveux, ce qui le contraint à porter une perruque lors du tournage de la série (perruque qui a coûté 10 000 dollars américains).

### Diffusion internationale
- En version originale
  -  États-Unis /  Canada : depuis le 1er octobre 2006 sur Showtime / sur The Movie Network.

- En version française
  -  Belgique : depuis le 17 mars 2007 sur Be Séries et le 22 mai 2008 sur RTL-TVI ;
  -  France : depuis le 17 mai 2007 sur Canal+, le 18 février 2010 sur TF1, le 25 janvier 2013 sur NT1 et le 5 janvier 2015 sur Jimmy ;
  -  Québec : depuis le 10 juin 2008 sur Mystère/AddikTV ;
  -  Suisse romande : la série ne sera pas diffusée[4].

- Autres versions
  -  Espagne : depuis le 1er octobre 2006 sur Cuatro ;
  -  Italie : depuis le 11 octobre 2007 sur Fox Crime / FX et le 5 septembre 2008 sur Italia 1 (saison 1) / Cielo (it) (saisons 2 et 3) ;
  -  Allemagne /  Autriche : depuis le 28 février 2008 sur Sky Deutschland / sur ORF eins ;
  -  Hongrie : depuis le [Quand ?] sur Viasat 3 et Viasat 6 ;
  -  Suisse alémanique : depuis le [Quand ?] sur SF Zwei.

## Épisodes
Les huit premières saisons sont composées chacune de douze épisodes. La saison 9, intitulée "Dexter: New Blood", est composée de 10 épisodes.
Tout au long de la saison 1, le personnage principal et l'équipe de la police de Miami traquent "le tueur de glace", un alter ego de Dexter qui s'avérera être son frère. 
Durant la saison 2, des corps jetés à la mer par Dexter sont retrouvés par la police de Miami qui surnomment le coupable "le boucher de Bay Harbour". 
La saison 3, Dexter se lie d'amitié avec l'adjoint du procureur, Miguel Prado ; il l'initie à son art de tuer avant de devenir son rival au fil de la saison. 
Pendant la saison 4, l'équipe de la police de Miami et Dexter se lancent aux trousses de Trinité, un tueur en série surnommé ainsi car il commet ses meurtres par série de trois. Trinité finit par tuer Rita, l'épouse de Dexter, après avoir été confondu par celui-ci. 
La saison 5 voit Dexter se lier d'amitié avec Lumen, victime rescapée d'un groupe de tueurs en série, qu'il va aider à se venger.

## Univers de la série

### Les personnages

#### Personnages principaux
Dexter Morgan
Dexter mène une double vie : officiellement, il est expert en médecine légale au MMPD, spécialisé dans les taches de sang et projections sanguines, tandis que, la nuit, c'est un tueur en série qui suit scrupuleusement le « code » que lui a enseigné Harry (son père adoptif) : il ne s'attaque qu'à des tueurs qui sont coupables sans l'ombre d'un doute, même si la justice en a déclaré certains innocents faute de preuve ou ignore leurs activités.
Rita Bennett
Femme pour qui Dexter essaie d'éprouver des sentiments ; elle a un passé trouble à la suite de son mariage avec un homme violent, Paul Bennett. Elle vit avec ses deux enfants, Astor et Cody, dont Dexter s'occupe. Dexter l'épouse et ils ont un fils, Harrison. Elle sera la dernière victime d'Arthur Mitchell à la fin de la quatrième saison.
Debra Morgan
Sœur adoptive de Dexter et fille de Harry, elle est policière au MMPD. Quoiqu'eIle soit une investigatrice brillante, sa carrière a du mal à décoller du fait de l'ombre de son père, ancien membre de l'unité et de celle de son frère Dexter. Elle est promue lieutenant par Tom Matthews au cours de la sixième saison. Elle tombe dans un état végétatif à la fin de la huitième saison à la suite d'une blessure par balle. Dexter abrège ses souffrances volontairement.
James Doakes
Ancien membre des forces spéciales militaires américaines, il déteste Dexter. Bien qu'il soit un policier intègre, son intransigeance lui vaut régulièrement des reproches de ses superviseurs. Enquêteur brillant, il a un sixième sens qui le fait s'opposer à Dexter dont il perçoit la part sombre sans pour autant immédiatement en identifier l'étendue. Découvrant le secret de ce dernier vers la fin de la seconde saison, il est tué par Lila Tournay, qui est amoureuse de Dexter et souhaite le protéger.
Angel Batista
Policier travaillant au MMPD, il est en contact régulier avec Dexter et Debra. D'origine cubaine, il semble prendre la vie de façon détendue, mais fait preuve de professionnalisme et d'humanité. Il considère Dexter comme son meilleur ami. À la fin de la série, il défend Dexter qui a tué Oliver Saxon, responsable de l'état végétatif de Debra. Par la suite, il est sous le choc en apprenant la supposée mort de Dexter dont le bateau a été retrouvé détruit par un ouragan.
Maria LaGuerta
Femme ambitieuse d'origine cubaine, ex-maîtresse de James Doakes, elle épouse Angel Batista (à la fin de la saison 4), mais en divorce assez vite. Son ambition la mène à superviser la section pour laquelle travaille Dexter. Elle termine sa carrière en qualité de capitaine du MMPD après avoir évincé Tom Matthews de son poste.  Debra la tue d'une balle pour protéger Dexter à la fin de la septième saison.
Vince Masuka
Principal collègue de Dexter, c'est un grand sensible qui se cache derrière un masque de comique sexuellement vicieux. Dans la huitième saison, il apprend qu'il a une fille et fait sa connaissance.
Joseph « Joey » Quinn
Coéquipier de Debra à la police de Miami, c'est un personnage ténébreux dont l'honnêteté peut être prise en défaut. Les rapports de Quinn et de Debra évoluent au cours de la série avec des hauts et des bas. Il entame une relation amoureuse avec elle, mais la quitte au début de la sixième saison quand elle refuse sa demande en mariage ; il sombre alors dans l'alcool. À la fin de la série, il prend la défense de Dexter quand ce dernier tue Oliver Saxon, le responsable de l'état végétatif de Debra, avec qui il s'est remis en couple peu de temps avant.
Harry Morgan
Père adoptif de Dexter, ce policier a su lui expliquer que ses pulsions meurtrières peuvent servir à faire le bien autour de lui. Il apparaît régulièrement dans des flashbacks et les pensées de Dexter comme s'il était à ses côtés lui donnant des conseils.
Tom Matthews
Tom Matthews est le commissaire de police de Miami. Il était aussi un ami de Harry Morgan. C'est lui qui apprend à Dexter que son père adoptif s'est suicidé.
Jamie Batista
Sœur cadette d'Angel Batista, elle devient la nouvelle baby-sitter de Harrison, le fils de Dexter.

#### Personnages récurrents
Rudy Cooper / Brian Moser
C'est le petit ami de Deb (la sœur de Dexter) durant la première saison. Prothésiste, il est aussi le frère biologique caché de Dexter (qui est plus jeune que lui) et son vrai nom est Brian Moser. Comme Dexter, il a assisté à l'assassinat de sa mère alors qu'il était enfant, mais en est ressorti encore plus traumatisé que lui. Il s'avère être le Tueur de Glace et tente de pousser Dexter à assumer ses pulsions meurtrières. Il essaie de tuer Deb sous les yeux de Dexter, mais ce dernier sauve sa sœur adoptive avant de tuer Brian. Il apparaît également à Dexter dans la sixième saison, sous forme d'hallucination.
Lila Tournay
Elle apparaît lors de la deuxième saison. Artiste et sculpteur, elle s'est inscrite aux Drogués Anonymes où elle rencontre Dexter Morgan qu'elle prend sous son aile. Dexter la tue à Paris, une fois qu'elle a découvert sa véritable identité.
Miguel Prado
Il apparaît lors de la troisième saison. C'est un procureur qui sympathise avec  Dexter. Celui-ci petit à petit lui confie et montrer quelques secrets de ses meurtres. Dexter finit par l'exécuter quand Miguel tue une victime innocente.
Arthur Mitchell
Surnommé Trinité, il apparaît lors de la quatrième saison et s'avère être un des ennemis les plus coriaces de Dexter. Offrant l'apparence d'un homme parfaitement intégré dans la société, il est en fait l'un des plus grands tueurs en série de toute l'histoire des États-Unis. Il a en effet répété pendant 30 ans une série de 3 meurtres prenant racine dans son enfance : une femme à laquelle il fait une incision au niveau de l'artère fémorale dans une baignoire représentant sa sœur, une femme jetée du haut d'un immeuble symbolisant sa mère et pour finir un homme tabassé à mort à coups de marteau, pour son père. Dexter découvrira que Trinité commence ses séries macabres par un quatrième meurtre, celui d'un enfant de 10 ans, qui le représente lorsqu'il perd son innocence. Trinité se venge en tuant l'épouse de Dexter, Rita Bennet.
Lumen Ann Pierce
Lumen apparaît dans la cinquième saison, lorsque Dexter la libère des mains d'un groupe de tueurs en série. Elle se rapproche de lui, et il  l'aide à retrouver et exécuter ses ravisseurs.
Travis Marshall et Professeur Gellar
Apparaissant dans la sixième saison, Travis est l'un des deux tueurs en série fanatiques qui sévissent à Miami, avec le professeur Gellar qui annonce la proche fin du monde et mettent en scène leurs crimes selon le livre de l'Apocalypse.
Hannah McKay
Dans la septième saison, cette empoisonneuse en série collabore avec la police et Dexter, dont elle devient la petite amie. Leur relation amoureuse reprend dans la huitième saison.
Isaac Sirko
Dans la septième saison, c'est le chef d'un réseau criminel ukrainien qui cherche à venger un certain Viktor que Dexter a tué.
Jacob Elway
Dans la huitième saison, c'est un détective privé , mais aussi le nouveau patron de Debra qui a démissionné de son poste de lieutenant.
Dr Evelyn Vogel
Dans la huitième saison, c'est une neuro-psychiatre de grande renommée, spécialiste des psychopathes. Elle a aidé Harry à faire de Dexter ce qu'il est aujourd'hui. Elle aide aussi Debra à ne plus se reprocher le meurtre de LaGuerta en ayant choisi de protéger Dexter. Elle est tuée par son propre fils psychopathe, Daniel Vogel (alias Oliver Saxon).
Niki Walters
C'est la fille de Vince Mazuka, dont il ignorait l'existence, jusqu'à la huitième saison. Leur relation, partie d'un mauvais pied, s'améliore.
Cassie Jollenston
Dans la huitième saison, cette nouvelle voisine de Dexter est tuée par Oliver Saxon / Daniel Vogel.
Oliver Saxon / Daniel Vogel
Apparaissant dans la huitième saison, il est de son vrai nom Daniel Vogel, le fils aîné psychopathe du Dr Evelyn Vogel. Il était présumé mort dans l'incendie de l'hôpital psychiatrique où il était interné après avoir noyé son petit frère par jalousie.
U. S. Marshall Cooper
Dans la huitième saison, Elway collobore avec le Marshall pour capturer Hannah Mckay qui est en fuite. En suivant Dexter et Debra qu'il soupçonne de la cacher, le Marshall tombe sur Daniel Vogel que Dexter a ligoté dans l'attente de son arrestation par Debra. Ignorant qui il est, le Marshall le libère et est poignardé par lui. Daniel tire ensuite sur Debra.
Zach Hamilton
Dans la huitième saison, c'est le jeune fils d'un homme politique soupçonné d'avoir tué sa maîtresse. Mais Zach a commis le meurtre, pour venger sa mère. Il est un patient du Dr Vogel qui suggère à Dexter de lui enseigner le « code de Harry ». Celui-ci est d'abord réticent, mais se reconnaît en lui. Zach effectue son premier meurtre sous la conduite de Dexter, mais est tué par Daniel Vogel.

## Accueil

### Audiences

#### Aux États-Unis
La série a vu son audience progresser depuis la première saison et a battu, lors de la quatrième saison, des records historiques sur la chaîne, 2,6 millions de téléspectateurs. La quatrième saison a été vue en moyenne par 1,74 million de téléspectateurs, soit le meilleur score pour une série de Showtime, loin devant The L Word ou Californication.

### Distinctions

#### Récompenses et nominations
Le 17 janvier 2010, lors de la cérémonie des Golden Globes, la série Dexter remporte ses deux premières récompenses (en) dans les catégories Meilleur acteur dans une série télévisée dramatique pour Michael C. Hall et Meilleur acteur dans un second rôle dans une série pour John Lithgow.

## Commentaires